# Китайгородский сельский совет (Томаковский район)
Китайгородский сельский совет (укр. Китайгородська сільська рада) — входит в состав
Томаковского района
Днепропетровской области
Украины.
Административный центр сельского совета находится в 
с. Китайгородка.

## Населённые пункты совета
- с. Китайгородка
- с. Зелёный Клин

## Ликвидированные населённые пункты совета
- с. Любимовка